# 阿尔伯弗耶-拉加尔德
阿尔伯弗耶-拉加尔德（法語：Albefeuille-Lagarde，法語發音：[albəfœj laɡaʁd]）是法国奥克西塔尼大区塔恩-加龙省的一个市镇，属于卡斯泰尔萨拉桑区。该市镇于1790-1794年间由阿尔伯弗耶（Albefeuille）和拉加尔德（Lagarde）合并而成。

## 地理
阿尔伯弗耶-拉加尔德（44°3'59"N, 1°16'40"E）面积8.03 平方千米，位于法国奧克西塔尼大區塔恩-加龙省，该省份为法国西南部内陆省份，北起顺时针与洛特省、阿韦龙省、塔恩省、上加龙省、热尔省和洛特-加龙省接壤。
与阿尔伯弗耶-拉加尔德接壤的市镇（或旧市镇、城区）包括：巴里迪勒马德、拉维勒迪约-迪唐普勒、蒙托邦、蒙伯通、维勒马德。
阿尔伯弗耶-拉加尔德的时区为UTC+01:00、UTC+02:00（夏令时）。

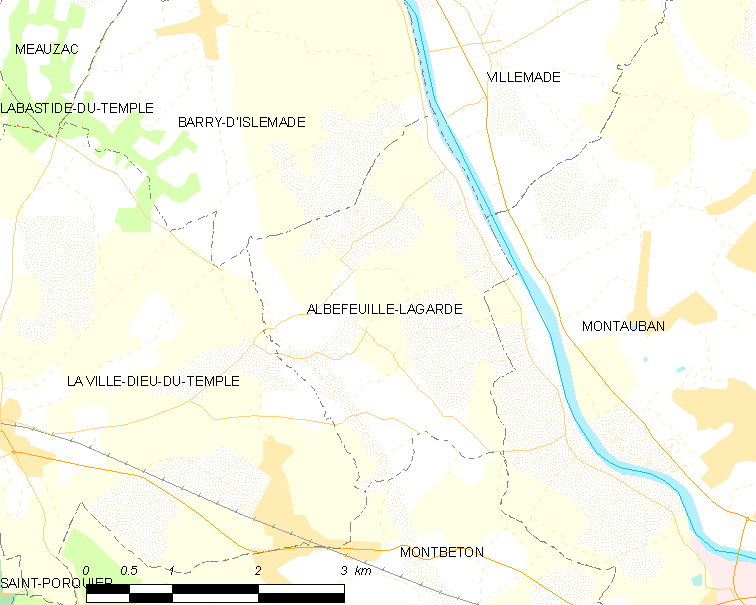
阿尔伯弗耶-拉加尔德的OSM定位图

## 行政
阿尔伯弗耶-拉加尔德的邮政编码为82290，INSEE市镇编码为82001。

## 政治
阿尔伯弗耶-拉加尔德所属的省级选区为蒙泰什县。

## 人口

1962-2008年间阿尔伯弗耶-拉加尔德人口变化图示

阿尔伯弗耶-拉加尔德于2022年1月1日时的人口数量为590人。